# Carrión de Calatrava
Carrión de Calatrava é um município da Espanha na província de Ciudad Real, comunidade autónoma de Castilla-La Mancha, de área  km² com população de  habitantes (2004) e densidade populacional de 27,83 hab/km².

## Demografia

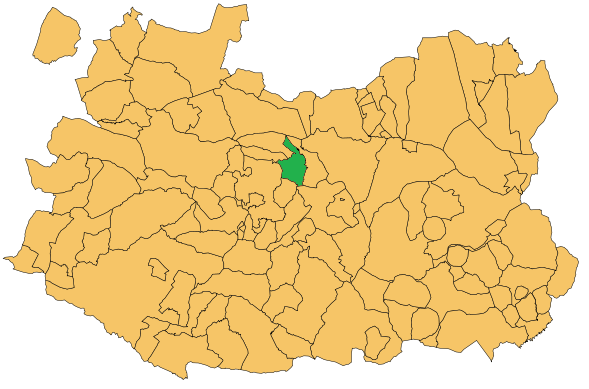
Mapa de localização

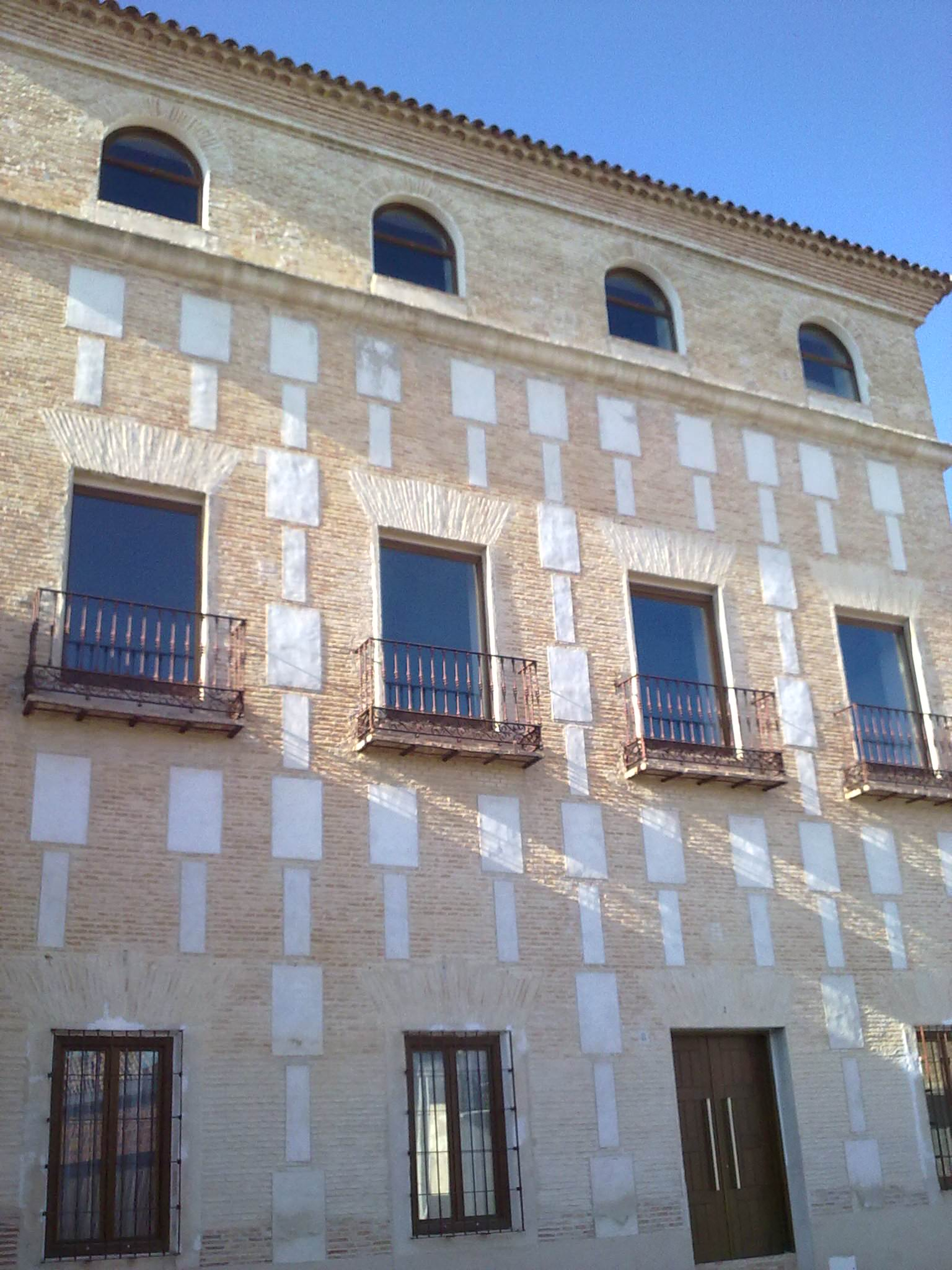
El Torreon

| Variação demográfica do município entre 1991 e 2004 | Variação demográfica do município entre 1991 e 2004 | Variação demográfica do município entre 1991 e 2004 | Variação demográfica do município entre 1991 e 2004 |
| --------------------------------------------------- | --------------------------------------------------- | --------------------------------------------------- | --------------------------------------------------- |
| 1991                                                | 1996                                                | 2001                                                | 2004                                                |
| 2448                                                | 2620                                                | 2644                                                | 2660                                                |